# یواس‌اس ال‌اس‌تی-۵۴۴
یواس‌اس ال‌اس‌تی-۵۴۴ (به انگلیسی: USS LST-544) یک کشتی بود که طول آن ۳۲۸ فوت (۱۰۰ متر) بود. این کشتی در سال ۱۹۴۴ ساخته شد.